# 대한민국의 교원양성기관
대한민국의 교원양성기관은 대한민국의 교원이 될 진로 과정을 거쳐야 할 기관이다. 대체로 대학을 일컬어 말한다.

## 구분

### 유치원 교사
유치원에서 유아를 대상으로 교육하는 교사를 말하며, 이와 관련된 과를 나오면, 유치원정교사 2급을 취득한다.

### 초등학교 교사
초등학교에서 초등학생을 대상으로 교육하는 교사를 말하며, 이와 관련된 과를 나오면, 초등학교 정교사 2급을 취득한다.

### 중등학교 교사
중학교 또는 고등학교에서 중학생 또는 고등학생을 교육하는 교사를 말하며, 이와 관련된 과를 나오면, 중등학교 정교사 2급을 취득한다. 이때, 어떤 학과를 나오는가에 따라 받는 종류도 다르다.

### 특수학교 교사
특수학교에서 특수학교 재학생을 교육하는 교사를 말하며, 이와 관련된 과를 나오면, 특수학교 정교사 2급을 취득한다. 이때, 어떤 학과를 나오는가에 따라 받는 종류도 다르다.

### 보건교사
보건 부문을 담당하는 교사를 말하며, 이와 관련된 과를 나오면, 보건교사 자격증을 취득한다.

### 사서교사
학교 내 도서관에서 근무하는 교사를 말하며, 이와 관련된 과를 나오면, 사서교사 2급을 취득한다.

### 상담교사
학교 내 상담을 전문으로 삼아 근무하는 교사를 말하며, 이와 관련된 과를 나오면, 전문상담교사 2급을 취득한다. 다만, 일부 대학원을 나오면, 1급을 취득할 수도 있다.

### 영양교사
영양 부문을 담당하는 교사를 말하며, 이와 관련된 과를 나오면, 영양교사 2급을 취득한다.

### 실기교사
실기 부문을 전문으로 삼아 근무하는 교사를 말하며, 이와 관련된 과를 나오면 정교사 2급을 취득한다. 이때, 어떤 학과를 나오는가에 따라 받는 종류도 다르다.

## 현황
아래 표는 2017년 기준, 교육양성기관 현황이다.
| 구분          | 유형          | 기관 수 | 학과 수 |
| ------------- | ------------- | ------- | ------- |
| 유치원 교사   | 일반대학      | 87      | 95      |
| 유치원 교사   | 전문대학      | 99      | 105     |
| 유치원 교사   | 소계          | 186     | 200     |
| 초등학교 교사 | 초등학교 교사 | 13      | 13      |
| 중등학교 교사 | 사범계        | 61      | 398     |
| 중등학교 교사 | 비사범계      | 256     | 1,091   |
| 중등학교 교사 | 소계          | 317     | 1,489   |
| 특수학교 교사 | 특수학교 교사 | 39      | 69      |
| 보건교사      | 일반대학      | 64      | 78      |
| 보건교사      | 전문대학      | 49      | 49      |
| 보건교사      | 소계          | 113     | 127     |
| 사서교사      | 사서교사      | 29      | 29      |
| 전문상담교사  | 전문상담교사  | 39      | 41      |
| 영양교사      | 영양교사      | 68      | 68      |
| 실기교사      | 일반대학      | 4       | 7       |
| 실기교사      | 전문대학      | 40      | 122     |
| 실기교사      | 소계          | 44      | 129     |
| 합계          | 합계          | 848     | 2,165   |

## 참고 자료
- 2017년 기준 교원양성기관 현황